# Sent Feliç de Viladés
Sent Feliç de Viladés (en francès Saint-Félix-de-Villadeix) és un municipi francès situat al departament de la Dordonya i a la regió de la Nova Aquitània.

## Demografia
| 1962                                       | 1968 | 1975 | 1982 | 1990 | 1999 | 2007 |
| ------------------------------------------ | ---- | ---- | ---- | ---- | ---- | ---- |
| 280                                        | 233  | 245  | 266  | 286  | 286  | 308  |
| Des de 1962: població sense dobles comptes |      |      |      |      |      |      |

## Administració
| Període | Identitat        | Partit |
| ------- | ---------------- | ------ |
| 1990-   | Guy Rabier-Marty |        |